# Acragas mendax
Acragas mendax is een spinnensoort uit de familie van de springspinnen (Salticidae).
De wetenschappelijke naam van de soort werd in 1978 gepubliceerd door Maria José Bauab Vianna & Benedicto Abílio Monteiro Soares.